# Turney
|  | Per a altres significats, vegeu «Ruthyn Turney». |

Turney és una població del Comtat de Clinton a l'estat de Missouri (Estats Units d'Amèrica).

## Demografia
Segons el cens dels Estats Units del 2000 Turney tenia 155 habitants
, 62 habitatges, i 48 famílies. La densitat de població era de 124,7 habitants per km².
Dels 62 habitatges en un 27,4% hi vivien nens de menys de 18 anys, en un 61,3% hi vivien parelles casades, en un 12,9% dones solteres, i en un 21% no eren unitats familiars. En el 17,7% dels habitatges hi vivien persones soles el 6,5% de les quals corresponia a persones de 65 anys o més que vivien soles. El nombre mitjà de persones vivint en cada habitatge era de 2,5 i el nombre mitjà de persones que vivien en cada família era de 2,71.
Per edats la població es repartia de la següent manera: un 25,2% tenia menys de 18 anys, un 5,2% entre 18 i 24, un 31,6% entre 25 i 44, un 21,9% de 45 a 60 i un 16,1% 65 anys o més.
L'edat mediana era de 38 anys. Per cada 100 dones de 18 o més anys hi havia 90,2 homes.
La renda mediana per habitatge era de 36.528 $ i la renda mediana per família de 36.429 $. Els homes tenien una renda mediana de 24.583 $ mentre que les dones 20.536 $. La renda per capita de la població era de 14.221 $. Entorn del 6% de les famílies i el 9,6% de la població estaven per davall del llindar de pobresa.

## Poblacions properes
El següent diagrama mostra les poblacions més properes.